# Sifnos
Sifnos är en grekisk ö i Kykladerna i Egeiska havet, omkring 130 km från Pireus. Huvudbyn på Sifnos heter Apollonia. Ön sägs ha 365 kyrkor, en för var dag på året. Ön är cirka 74 km² stor och har omkring 2 600 invånare vintertid men betydligt fler under sommaren. Sommarturisterna är huvudsakligen greker men det kommer även en del skandinaviska och franska turister framförallt under första halvan av sommarsäsongen. Sifnos är känt för sin keramik.
Hamnbyn heter Kamares och därifrån kan man med buss eller hyrbil ta sig till byar som Apollonia, Artemonas, Kastro, Platys Gialos, Faros, Vathy, Heronissos m fl.

## Bilder
|  |
|  |

|  |
|  |